# Ruggero Lolini
Ruggero Lolini (Siena, 16 agosto 1932 – Siena, 14 maggio 2019) è stato un compositore italiano.
Ha iniziato gli studi musicali con Maria De Fabritiis, diplomandosi in pianoforte nel 1954 al Conservatorio Cherubini di Firenze. Studia inoltre composizione con Vito Frazzi, sia a Firenze in privato che all'Accademia Chigiana di Siena.
In seguito approfondisce gli studi a Parigi, dal 1954 al 1960, presso l'Ecole Normale de Musique con la moglie di Arthur Honegger (contrappunto) e Francis Poulenc nonché al Conservatorio con Darius Milhaud. Successivamente frequenta anche corsi di musica da film alla Chigiana con Angelo Francesco Lavagnino, del quale è stato collaboratore per molti anni. Dal 1968 al 1997 è stato consulente musicale per la RAI Radiotelevisione Italiana.
Autore di oltre 190 composizioni cameristiche e sinfoniche, ha scritto anche alcune opere da camera; i suoi lavori sono presenti in numerose manifestazioni concertistiche in Italia e all'estero, e in vari festival di musica contemporanea, entrando nel repertorio di diversi interpreti, sia solisti che complessi da camera.